# Pfarrkirche Königsdorf

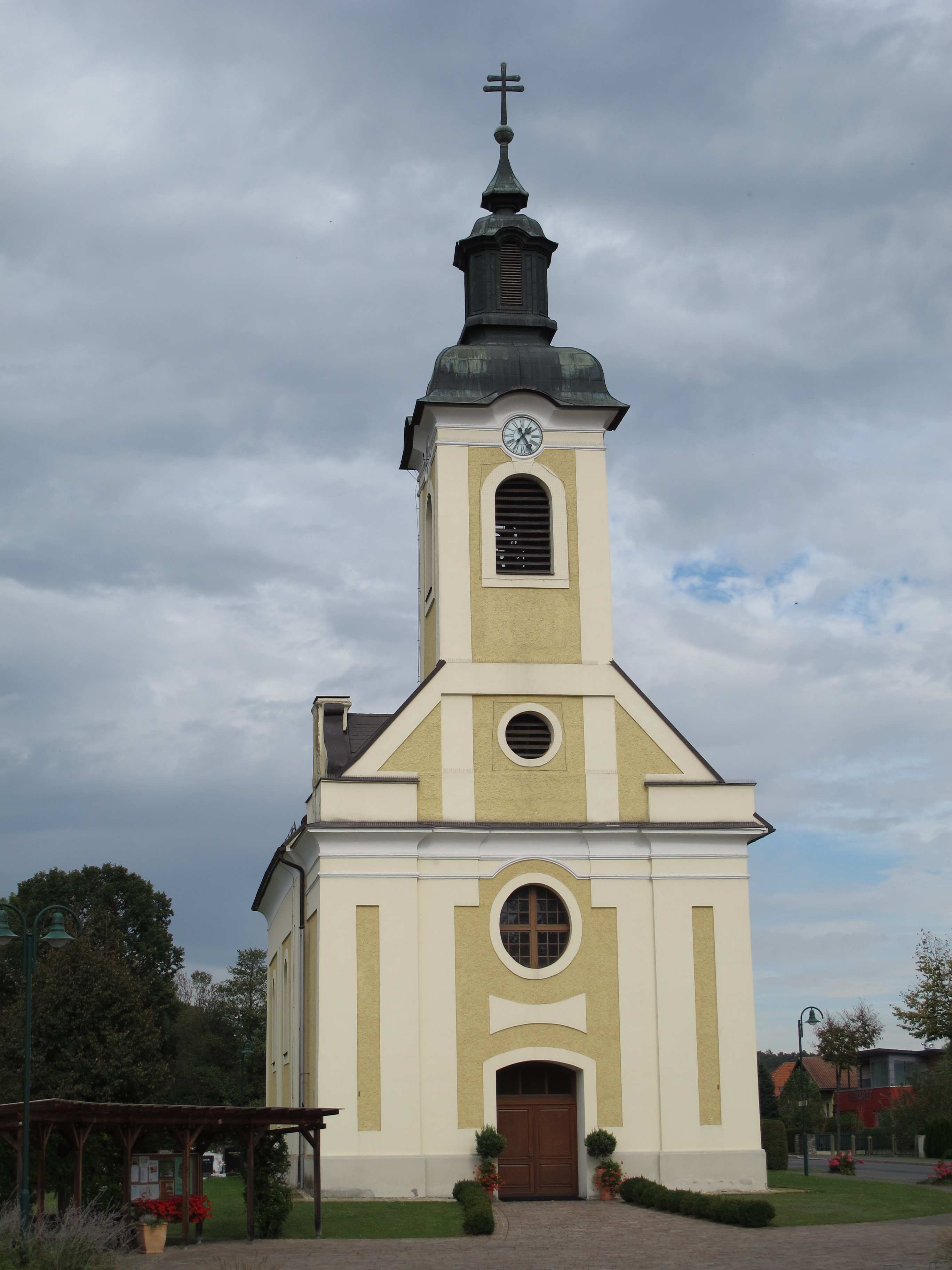
Pfarrkirche Königsdorf

Die römisch-katholische Pfarrkirche Königsdorf am nördlichen Ortsrand der Gemeinde Königsdorf (ungarisch: Királyfalva) im Bezirk Jennersdorf im Burgenland ist dem hl. Stephan von Ungarn geweiht und gehört zum Dekanat Jennersdorf.

## Geschichte
Die Pfarre Königsdorf besteht seit 1719. Die heutige Kirche wurde in den Jahren 1757 bis 1759 errichtet, zuvor befand sich an dieser Stelle eine Holzkirche. Graf Batthyany stiftete den Baugrund für Kirche und Friedhof. Die Inneneinrichtung wurde erst im Laufe der Jahre geschaffen.
Die ursprünglichen Glocken wurden im Verlauf des Ersten Weltkrieges abgenommen. Nach der Renovierung des Turmes konnten 1925 neue Glocken geweiht werden. Diese Glocken wurden jedoch ein Opfer des Zweiten Weltkrieges.
1945 brannten Kirche und Turm vollkommen aus – nur die Grundmauern blieben stehen. Unmittelbar nach Kriegsende wurde mit dem Wiederaufbau begonnen. Der Kirchturm wurde 1949 neu gestaltet und mit einem Dach aus Kupfer versehen. 1959 wurden vier neue Glocken geweiht.
1965 wurde das Gotteshaus renoviert. Eine weitere Renovierung erfolgte in den Jahren 1994 (innen) und 1995 (außen).
Im Rahmen der Dorferneuerung wurde der Kirchenplatz im Jahr 2002 neu gestaltet.

## Architektur und Ausstattung

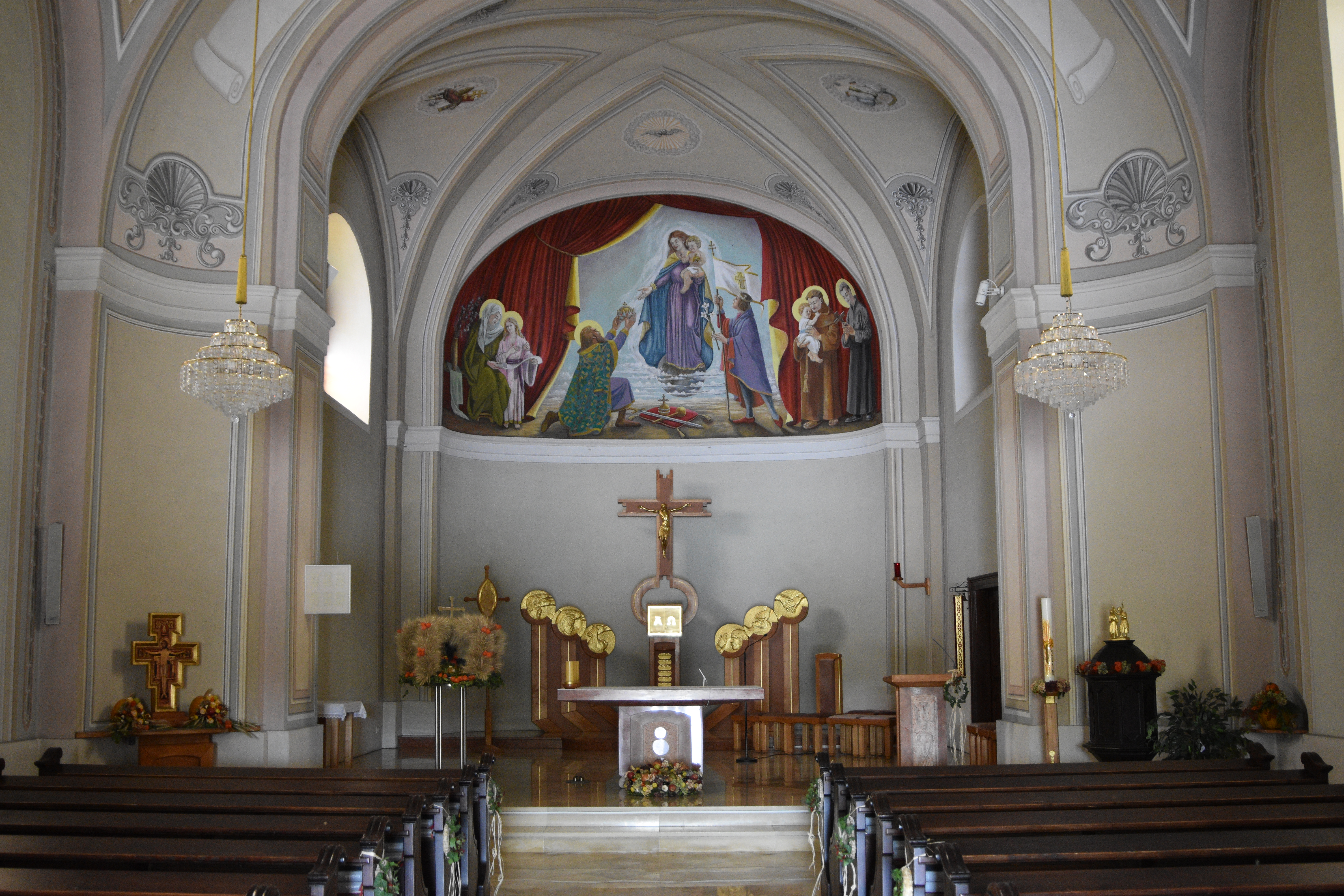
Der Altarraum

Der Bau hat ein zweijochiges Langhaus mit Platzlgewölbe und Doppelpilastergliederung. Über der faschengegliederten Südfront erhebt sich der Turm mit haubenförmigem Helm und Laterne.
Über dem ersten Joch an der Westwand ist ein Volutengiebel. Das Gotteshaus hat einen eingezogenen halbrund geschlossenen Chor mit Kreuzgratgewölbe.
Die Empore ruht auf einer Steinsäule.
Die Bilder in der Kirche malte Siegfried Bauer 1994 im Zuge der Renovierung. Die Ausstattung und Einrichtung ist durchwegs modern. Die Orgel aus 1953 mit 13 Registern stammt von Huber Orgelbau/Eisenstadt.